# Aciurina
Aciurina es un género de moscas de la fruta de la familia Tephritidae. Fue descrita por primera vez por Curran en 1932.

## Especies
- Aciurina aplopappi[1]
- Aciurina ferruginea
- Aciurina idahoensis
- Aciurina lutea
- Aciurina maculata
- Aciurina mexicana
- Aciurina michaeli
- Aciurina mixteca[4]
- Aciurina notata
- Aciurina opaca
- Aciurina semilucida
- Aciurina thoracica
- Aciurina trilitura
- Aciurina trixa